# ピカール・レフシェッツ理論
数学において、ピカール・レフシェッツ理論は複素多様体上の位相的性質を、多様体上の正則関数の臨界点を見ることによって調べる理論である。この理論はエミール・ピカールが複素曲面に対して著書 Picard & Simart (1897) 内で導入し、  Lefschetz (1924) において高次元へ拡張された。ピカール・レフシェッツ理論は、実多様体の位相的性質を実関数の臨界点によって調べるモース理論の複素版である。Deligne & Katz (1973) においてピカール・レフシェッツ理論はさらに一般の体上に拡張され、ドリーニュはこの一般化をヴェイユ予想の証明の中で用いた。

## ピカール・レフシェッツ公式
ピカール・レフシェッツ公式は臨界点におけるモノドロミーを描写する。
f を (k + 1) 次元複素射影多様体から射影直線 P1への正則写像とする。すべての臨界点は非退化かつそれぞれ異なるファイバー上に存在すると仮定し、それらの像を x1, ..., xn ∈ P1 と書く。x ≠ x1, ..., xn なる点 x ∈ P1 を取る。基本群 π1(P1 – {x1, ..., xn}, x) は点 xi の周りを周るループ wi によって生成され、各点 xi に対して x におけるファイバー Yx のホモロジー Hk(Yx) 内の消滅サイクル(vanishing cycle)が存在する。ここで、ファイバーは複素次元 k であり、よって実次元 2k であることからこのホモロジーの次数は中間の次数であることに注意せよ。
Hk(Yx) 上の π1(P1 – {x1, ..., xn}, x) のモノドロミー作用は以下のピカール・レフシェッツ公式で得られる(他のホモロジー群上のモノドロミー作用は自明である)。{\displaystyle \gamma } ∈ Hk(Yx) への基本群の生成元 wi でのモノドロミー作用は
{\displaystyle w_{i}(\gamma )=\gamma +(-1)^{(k+1)(k+2)/2}\langle \gamma ,\delta _{i}\rangle \delta _{i}}
で与えられる。ここで、δi は xi の消滅サイクルである。この公式は k = 1 のとき Picard & Simart (1897, p.95) において非明示的に(消滅サイクル  δi の係数の明示なしに)現れている。Lefschetz (1924, chapters II, V) では任意の次元で明示的な公式が与えられている。